# Ilivasi Tabua
Ilivasi Sevia Tabua Tamanivalu (Naivicula, 30 settembre 1964) è un ex rugbista a 15 e allenatore di rugby a 15 tongano, terza linea internazionale sia per Figi che per l'Australia in due edizioni della Coppa del mondo; da allenatore ha guidato la nazionale figiana alla Coppa del Mondo di rugby 2007.

## Biografia
Cresciuto a Figi, fu mandato a 12 anni a completare gli studi in Australia, a Sydney; lì militò anche nelle squadre giovanili del Western Suburbs, formazione del campionato del Nuovo Galles del Sud; dopo una pausa dal rugby di un anno, si trasferì nel Queensland e riprese a giocare, giungendo fino alle giovanili della rappresentativa dello Stato.
Nel 1990 esordì in Nazionale figiana in un test match a Tokyo contro il Giappone, cui fece seguito un altro incontro con Tonga, ma fu estromesso dalla selezione perché la Federazione non aveva intenzione di convocare per la Coppa del Mondo di rugby 1991 elementi che giocassero all'estero; dopo tre anni dalla sua ultima convocazione con Figi, quindi, maturò i requisiti per poter essere schierato dagli Wallabies, e nell'agosto 1993 vestì la maglia della sua nuova Nazionale in un test match contro il Sudafrica a Brisbane.
Con l'Australia prese parte alla Coppa del Mondo di rugby 1995 in Sudafrica, competizione nel corso della quale disputò i suoi ultimi incontri internazionali per gli Wallabies.
A circa tre anni di distanza dal suo ultimo test match fu richiamato da Figi in preparazione della Coppa del Mondo di rugby 1999 in Galles; nel 1998 tornò quindi a giocare con la Nazionale del suo Paese d'origine e l'anno seguente fu presente alla sua seconda Coppa del Mondo consecutiva.
Dopo il ritiro da giocatore passò alla carriera tecnica: l'incarico di maggior prestigio ricoperto fu la designazione a C.T. della Nazionale figiana, da lui guidata alla Coppa del Mondo di rugby 2007 in Francia; confermato dopo il torneo, fu tuttavia esonerato nell'agosto 2009 dopo la Pacific Nations Cup che si tenne proprio a Figi, apparentemente perché consumò alcolici durante il ritiro della squadra, cosa che la Federazione aveva proibito.